# 西園農莊
西園（Saiyuen）位于香港離島區長洲的西部，張保仔洞東南面，西面是鯆魚灣沙灘。

## 歷史
「西園」原名「西園農莊」，於上世紀50年代由船廠家族擁有，作為私人花園渡假之用。園內種植了大量竹樹及不同花草植物，成為一片人工綠化帶。
現在「西園」由西園農莊管理有限公司管理及營運，成為露營營地及旅遊樂園，於2016年開放。西園農莊內有營地住宿，魚菜共生生態系統、樹頂走廊、文化表演區及藝術工作坊等。

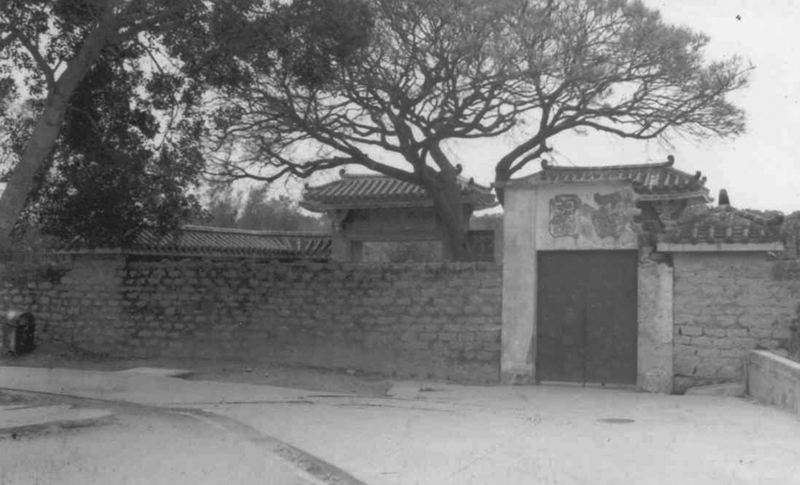
早期西園農莊

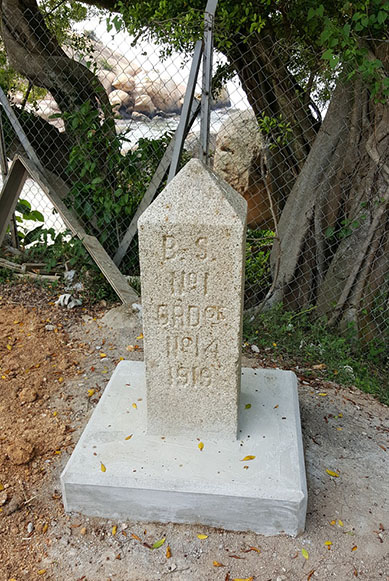
長洲1號界石

## 古蹟
長洲1號界石在開園工程期間意外發現，古蹟1號界石倒臥於西園內，並且保存完整良好。